# بدیهی (ریاضی)
بدیهی (trivial) به موضوعاتی گفته می‌شود که یافتن آن بسیار ساده باشد. متضاد آن غیر بدیهی (non trivial) است.

## پاسخ بدیهی و غیر بدیهی
پاسخ‌هایی هستند که یافتن آن‌ها کاملاً ساده است.
مثال:
اگر A یک مجموعه باشد. دارای دو زیرمجموعه بدیهی A و تهی است.
اگر N یک عدد طبیعی باشد، دارای چهار عامل بدیهی ۱± و N± است.
معادله 2x+3y=۰ دارای یک جواب بدیهی x=y=۰ است. پاسخ غیر بدیهی مثلاً: (x=۶ و y=-۴)
معادله دیفرانسیل {\displaystyle y'=y} دارای پاسخ بدیهی {\displaystyle y=0} است. پاسخ غیر بدیهی مثلاً: y (x) = ex
ماتریس صفر در بسیاری معادلات پاسخ بدیهی است.
در نظریه گروه‌ها یک گروه تک عضوی بدیهی است.
در نظریه گراف یک گراف شامل یک راس و بدون یال بدیهی است.